# Hypenagonia brunnea
Hypenagonia brunnea là một loài bướm đêm trong họ Erebidae.